# Безгръбначни
|  |  |
|  |  |

Безгръбначни е името на група животни, при които няма гръбначен стълб. По този начин към тази група се числят всички животни с изключение на гръбначните (риби, влечуги, птици, бозайници и земноводни). Терминът е измислен от Жан-Батист Ламарк.
Ламарк разделя тези животни на две групи: Насекоми и Червеи. Днес обаче те са разпределени в няколко типа – от опростени организми като плоските червеи до животни със сложно устройство като например членестоногите и мекотелите. Безгръбначните видове животни представляват 97% от всички видове животни.
Безгръбначните образуват парафилетична група, тъй като те включват всички животни освен една точно определена част от тях. Въпреки че безгръбначните не формират „естествена група“ (т.е. монофилетична), днес този термин се използва широко. Например немалко книги са озаглавени „Зоология на безгръбначните“. Тази група е най-голямата сред животните. Открити са 1,3 милиона вида, над 370 разреда, 90 класа и 30 типа. В тип Хордови има два подтипа безгръбначни - Главохордови и Опашнохордови.